# チュ・ソンハ
チュ・ソンハ（漢字表記: 周 成賀、朝鮮語: 주성하、1975年 -）は、大韓民国に亡命した朝鮮民主主義人民共和国出身のジャーナリストである。1998年から脱北を試み、北朝鮮の国境を数度越えたが、2002年に韓国入りを果たした。その後、東亜日報国際部記者として入社、2016年7月政治部外交安保チームの記者に発令され、現在東亜日報政治部記者として活動している。本業のほかに、民主平和統一諮問会議の常任委員、北朝鮮離脱住民支援財団雑誌『同胞愛』編集委員などを兼ねている。

## 略歴
- 朝鮮民主主義人民共和国で生まれた。
- 金日成総合大学を卒業した。
- 脱北する前、捕まって収容所生活をした経験を持つ。
- 1998年ごろから北朝鮮を脱出して韓国への亡命を試みる。
- 2002年に、韓国に入国した。
- 2003年に、東亜日報の公募で入社。
- 2012年国際部記者を務め、主に北朝鮮専門記者として活動。
- 2016年からは、政治部記者として活動。

## 特記
北朝鮮では家の出身成分が低く、逼迫を受けたが、出身成分のくびきから脱し、金日成総合大学に入学した。
出身成分によって大学入学が振り分けられる北朝鮮で、貧しい村で庶民として生まれたにもかかわらず、高位層の子弟が大部分である北朝鮮の最高の大学、金日成総合大学を卒業した秀才である。金日成大学出身という点のため、多くの場合、同じ脱北者の間でも高位層出身の脱北者に誤認される場合が多いという。
1998年に初めて脱北し、何度も中国と北朝鮮を行き来しながら収容所に連行されたりもしたが、最終的に2002年に韓国に入国した後、各種アルバイトを転々とした後に貿易会社に入社貿易担当代理として働いた。
しかし、命をかけて脱北したのに、ただ単にお金を稼ぐことよりは、統一問題と北朝鮮の同胞のために貢献することが最善と判断、北朝鮮の実情を知らせたいという思いで東亜日報に国際部記者として入社した。そのほかにも、自由アジア放送で「チュ・ソンハのソウル暮らし」という週間放送を進めている。

## 著書
- 『平壌資本主義百科全書』、周成賀著、森善伸子翻訳、社会評論社、2020年12月10日、ISBN 9784784515868。[1][2]
- 朝: 김정은의 북한 어디로 가나 、『キムジョンウン(金正恩)の北韓(北朝鮮)どこへ行くのか』、2012年4月1日、ISBN 9788965239369。[3]
- 朝: 주성하기자의 북한 바로보기
- 朝: 서울에서 쓰는 평양 이야기
- 朝: 남쪽에서 보낸 편지
- 朝: 외국특파원들이 본 두 개의 코리아(번역)
- 朝: 세계의 명문 직업학교를 가다

## ブログおよび連載中のサイト
- 朝: 서울에서 쓰는 평양이야기
- 朝: 주성하의 서울살이